# Amatolacypris trevelyani
Amatolacypris trevelyani ist eine kleine südafrikanische Fischart aus der Familie der Karpfenfische (Cyprinidae). Sie kommt in einigen in den Amathole-Bergen entspringenden Flüssen (Keiskamma River und Buffalo River) in der Provinz Ostkap vor.

## Merkmale
Amatolacypris trevelyani ist klein und schlank, und erreicht eine Standardlänge von 9,5 bis 12 cm. Als einzige Karpfenfischart im südlichen Afrika hat sie eine silbergraue Farbe kombiniert mit einer schmalen Doppellinie entlang der Körperseiten. Die Schuppen sind radial strukturiert. Das Maul ist unterständig und mit einem oder zwei Bartelpaaren besetzt. Die Pharyngealia sind mit drei Reihen höckerförmiger Schlundzähne besetzt. Der Darm ist verschlungen und länger als die Standardlänge der Fische. Ausgewachsene Fische beider Geschlechter zeigen in der Laichzeit einen leichten Laichausschlag auf Kopf und Rumpf. Die kurze Rückenflosse steht über den Bauchflossen. Ihr letzter einfacher Flossenstrahl ist flexibel und am hinteren Rand normalerweise leicht gesägt. Dahinter folgen sieben verzweigte Flossenstrahlen. Die Afterflosse hat fünf verzweigte Flossenstrahlen.

## Lebensweise
Amatolacypris trevelyani lebt in klaren, felsigen Bergbächen und kleinen Flüssen und ernährt sich von aquatischen Insekten, vor allem von Eintagsfliegenlarven, und von terrestrischen Insekten, die ins Wasser gefallen sind, aber auch von Algen und Samen. Die Art laicht im Frühling und Frühsommer. Sie ist durch  ausgesetzte Forellen bedroht.

## Systematik
Die Fischart wurde 1877 durch den deutschen Zoologen Albert Günther unter dem wissenschaftlichen Namen Barbus trevelyani erstmals beschrieben. Im Jahr 2015 wurde die Art der Gattung Pseudobarbus zugeordnet und Anfang 2018 wurde die monotypische Gattung Amatolacypris (nach den Amathole-Bergen) für die Art eingeführt. Innerhalb der Familie der Karpfenfische (Cyprinidae) gehört Amatolacypris trevelyani zur Unterfamilie Cyprininae und zur Tribus Smiliogastrini. Wie bei den afrikanischen Barben der Gattungen Cheilobarbus, Namaquacypris, Pseudobarbus und Sedercypris ist der Chromosomensatz von Amatolacypris trevelyani tetraploid.

## Belege
1. 1 2 3 4  Skelton, P.H., Swartz, E. & Vreven, E.J. (2018): The identity of „Barbus capensis“ Smith, 1841 and the generic status of southern African tetraploid cyprinids (Teleostei, Cyprinidae). European Journal of Taxonomy, 410: 1–29.
2. 1 2 3  Amatolacypris trevelyani auf Fishbase.org (englisch)
3. ↑  Lei Yanga, Tetsuya Sado, M. Vincent Hirt, Emmanuel Pasco-Viel, M. Arunachalam, Junbing Li, Xuzhen Wang, Jörg Freyhof, Kenji Saitoh, Andrew M. Simons, Masaki Miya, Shunping He, Richard L. Mayden (2015): Phylogeny and Polyploidy: Resolving the Classification of Cyprinine Fishes (Teleostei: Cypriniformes). Molecular Phylogenetics and Evolution, Februar 2015, doi:10.1016/j.ympev.2015.01.014